# Konrad Glaser (Altphilologe)
Konrad Glaser (* 28. Juni 1903 in Linz; † 25. Dezember 1943 in Wien) war ein österreichischer Klassischer Philologe.
Konrad Glaser studierte ab 1922 Klassische Philologie an der Universität Wien. Er wurde 1926 promoviert und legte 1927 das Mittelschulexamen für die Fächer Latein und Griechisch ab. Nach Ableistung des Probejahres wurde er 1928 am Gymnasium in Wien VI angestellt und zum Gymnasialprofessor ernannt. 1936 wechselte er nach Feldkirch, 1937 nach Wien VIII. Nach seiner Habilitation an der Universität Wien (1940) hielt er neben dem Schulunterricht Vorlesungen an der Universität ab, unter anderem über Platons nordischen Glauben. 1942 verließ er den Schuldienst und wurde zum außerordentlichen Professor für Klassische Philologie an die Universität Wien berufen. Er starb bereits im folgenden Jahr im Alter von 40 Jahren.
Als Forscher beschäftigte sich Glaser besonders mit der Kultur- und Staatsphilosophie der Antike. Er veröffentlichte mehrere Aufsätze und Artikel in Paulys Realencyclopädie der classischen Altertumswissenschaft.

## Schriften (Auswahl)
- Polybios als politischer Denker. Wien 1940
- Staatsphilosophische und kulturpolitische Probleme in Platons Werken. Baden 1941 (Habilitationsschrift). Teildrucke unter dem Titel:
  - Die Bewertung der Staatsformen in der Antike. In: Wiener Studien. Band 57 (1939), S. 38–57
  - Platons Stellung zum Kampfe von Philosophie und tragischer Dichtung. In: Wiener Studien. Band 58 (1940), S. 30–73